# آگوست-هیچینتا دبی
آگوست-هیچینتا دبی (انگلیسی: Auguste-Hyacinthe Debay; ۲ آوریل ۱۸۰۴ – ۲۴ مارس ۱۸۶۵) نقاش، و مجسمه‌ساز اهل فرانسه بود.
وی همچنین برندهٔ جوایزی همچون لژیون دونور (شوالیه) و جایزه بزرگ رم شده‌است.